# Liste der größten Banken der Welt
Die Liste der größten Banken der Welt führt nachfolgend die größten Banken der Welt nach Bilanzsumme, Marktkapitalisierung und Umsatz auf. Eine Alternative zur Bestimmung der größten und bedeutendsten Banken ist die Liste der global systemrelevanten Banken, die jährlich vom Financial Stability Board veröffentlicht wird.

## Liste der größten Banken nach Bilanzsumme
Folgende Liste sortiert die 100 größten Banken der Welt nach ihrer Bilanzsumme im Jahr 2023 berechnet in US-Dollar. Quelle ist der S&P Global Market Intelligence Report 2024. Größte Bank der Welt nach Bilanzsumme war 2021 im zwölften Jahr in Folge die Industrial and Commercial Bank of China mit einer Bilanzsumme in Höhe von ca. 6,3 Billionen US-Dollar.
| Rang | Bank                                    | Land                   | Bilanzsumme in Mrd. USD |
| ---- | --------------------------------------- | ---------------------- | ----------------------- |
| 1    | Industrial and Commercial Bank of China | Volksrepublik China    | 6.303                   |
| 2    | Agricultural Bank of China              | Volksrepublik China    | 5.623                   |
| 3    | China Construction Bank                 | Volksrepublik China    | 5.400                   |
| 4    | Bank of China                           | Volksrepublik China    | 4.578                   |
| 5    | JPMorgan Chase                          | Vereinigte Staaten     | 3.875                   |
| 6    | Bank of America                         | Vereinigte Staaten     | 3.180                   |
| 7    | HSBC                                    | Vereinigtes Königreich | 2.920                   |
| 8    | BNP Paribas                             | Frankreich             | 2.867                   |
| 9    | Mitsubishi UFJ Financial Group          | Japan                  | 2.817                   |
| 10   | Crédit Agricole                         | Frankreich             | 2.737                   |
| 11   | Postal Savings Bank of China            | Volksrepublik China    | 2.218                   |
| 12   | Citigroup                               | Vereinigte Staaten     | 2.201                   |
| 13   | Sumitomo Mitsui Financial Group         | Japan                  | 2.027                   |
| 14   | Banco Santander                         | Spanien                | 1.986                   |
| 15   | Bank of Communications                  | Volksrepublik China    | 1.983                   |
| 16   | Wells Fargo                             | Vereinigte Staaten     | 1.932                   |
| 17   | Mizuho Financial Group                  | Japan                  | 1.924                   |
| 18   | Barclays                                | Vereinigtes Königreich | 1.892                   |
| 19   | Société Générale                        | Frankreich             | 1.717                   |
| 20   | UBS                                     | Schweiz                | 1.717                   |
| 21   | Groupe BPCE                             | Frankreich             | 1.707                   |
| 22   | Goldman Sachs                           | Vereinigte Staaten     | 1.642                   |
| 23   | Japan Post Bank                         | Japan                  | 1.626                   |
| 24   | Royal Bank of Canada                    | Kanada                 | 1.566                   |
| 25   | China Merchants Bank                    | Volksrepublik China    | 1.555                   |
| 26   | Deutsche Bank                           | Deutschland            | 1.451                   |
| 27   | Industrial Bank                         | Volksrepublik China    | 1.433                   |
| 28   | Toronto-Dominion Bank                   | Kanada                 | 1.428                   |
| 29   | China CITIC Bank                        | Volksrepublik China    | 1.277                   |
| 30   | Crédit Mutuel                           | Frankreich             | 1.263                   |
| 31   | Shanghai Pudong Development Bank        | Volksrepublik China    | 1.207                   |
| 32   | Morgan Stanley                          | Vereinigte Staaten     | 1.194                   |
| 33   | Lloyds Banking Group                    | Vereinigtes Königreich | 1.123                   |
| 34   | China Minsheng Bank                     | Volksrepublik China    | 1.082                   |
| 35   | ING                                     | Niederlande            | 1.078                   |
| 36   | Intesa Sanpaolo                         | Italien                | 1.067                   |
| 37   | Scotiabank                              | Kanada                 | 1.041                   |
| 38   | Bank of Montreal                        | Kanada                 | 990                     |
| 39   | China Everbright Bank                   | Volksrepublik China    | 955                     |
| 40   | NatWest Group                           | Vereinigtes Königreich | 882                     |
| 41   | Unicredit                               | Italien                | 873                     |
| 42   | Commonwealth Bank of Australia          | Australien             | 869                     |
| 43   | BBVA                                    | Spanien                | 857                     |
| 44   | Standard Chartered Bank                 | Vereinigtes Königreich | 822                     |
| 45   | La Banque Postale                       | Frankreich             | 816                     |
| 46   | Ping An Bank                            | Volksrepublik China    | 788                     |
| 47   | State Bank of India                     | Indien                 | 780                     |
| 48   | ANZ                                     | Australien             | 770                     |
| 49   | Canadian Imperial Bank of Commerce      | Kanada                 | 726                     |
| 50   | DZ Bank                                 | Deutschland            | 712                     |
| 51   | Norinchukin Bank                        | Japan                  | 702                     |
| 52   | National Australia Bank                 | Australien             | 683                     |
| 53   | Rabobank                                | Niederlande            | 678                     |
| 54   | Caixabank                               | Spanien                | 671                     |
| 55   | Westpac                                 | Australien             | 665                     |
| 56   | U.S. Bancorp                            | Vereinigte Staaten     | 663                     |
| 57   | Nordea                                  | Finnland               | 663                     |
| 58   | KfW                                     | Deutschland            | 630                     |
| 59   | Capital One                             | Vereinigte Staaten     | 630                     |
| 60   | Sberbank                                | Russland               | 582                     |
| 61   | Commerzbank                             | Deutschland            | 572                     |
| 62   | Hua Xia Bank                            | Volksrepublik China    | 563                     |
| 63   | PNC Financial Services                  | Vereinigte Staaten     | 562                     |
| 64   | DBS Group                               | Singapur               | 560                     |
| 65   | Itaú Unibanco                           | Brasilien              | 556                     |
| 66   | KB Financial Group                      | Südkorea               | 552                     |
| 67   | Danske Bank                             | Dänemark               | 543                     |
| 68   | Truist Financial                        | Vereinigte Staaten     | 535                     |
| 69   | Shinhan Financial Group                 | Südkorea               | 533                     |
| 70   | Resona Holdings                         | Japan                  | 527                     |
| 71   | Sumitomo Mitsui Trust Holdings          | Japan                  | 520                     |
| 72   | Bank of Beijing                         | Volksrepublik China    | 503                     |
| 73   | China Guangfa Bank                      | Volksrepublik China    | 496                     |
| 74   | Charles Schwab                          | Vereinigte Staaten     | 493                     |
| 75   | HDFC Bank                               | Indien                 | 464                     |
| 76   | Bank of Jiangsu                         | Volksrepublik China    | 457                     |
| 77   | Hana Financial Group                    | Südkorea               | 456                     |
| 78   | Banco do Brasil                         | Brasilien              | 448                     |
| 79   | Nationwide Building Society             | Vereinigtes Königreich | 447                     |
| 80   | China Zheshang Bank                     | Volksrepublik China    | 443                     |
| 81   | Oversea-Chinese Banking                 | Singapur               | 442                     |
| 82   | Bank of Shanghai                        | Volksrepublik China    | 435                     |
| 83   | ABN AMRO                                | Niederlande            | 418                     |
| 84   | Bank of New York Mellon                 | Vereinigte Staaten     | 410                     |
| 85   | United Overseas Bank                    | Singapur               | 397                     |
| 86   | Banco Bradesco                          | Brasilien              | 395                     |
| 87   | NongHyup Financial Group                | Südkorea               | 394                     |
| 88   | Nomura Holdings                         | Japan                  | 388                     |
| 89   | Woori Bank                              | Südkorea               | 384                     |
| 90   | KBC Group                               | Belgien                | 383                     |
| 91   | Caixa Econômica Federal                 | Brasilien              | 377                     |
| 92   | Erste Group                             | Österreich             | 372                     |
| 93   | Landesbank Baden-Württemberg            | Deutschland            | 368                     |
| 94   | Bank of Ningbo                          | Volksrepublik China    | 366                     |
| 95   | Skandinaviska Enskilda Banken           | Schweden               | 359                     |
| 96   | Raiffeisen Schweiz                      | Schweiz                | 353                     |
| 97   | Svenska Handelsbanken                   | Schweden               | 352                     |
| 98   | Industrial Bank of Korea                | Südkorea               | 346                     |
| 99   | DNB ASA                                 | Norwegen               | 339                     |
| 100  | Qatar National Bank                     | Katar                  | 338                     |

## Liste der größten Banken nach Börsenwert
Die Tabelle enthält die 20 Banken mit dem höchsten Börsenwert (Marktkapitalisierung). Die Zahlen sind in Milliarden US-Dollar angegeben und beziehen sich auf den Börsenkurs vom 31. Mai 2022.
| Rang | Bank                                    | Land                   | Börsenwert in Mrd. USD |
| ---- | --------------------------------------- | ---------------------- | ---------------------- |
| 1    | JPMorgan Chase                          | Vereinigte Staaten     | 388                    |
| 2    | Bank of America                         | Vereinigte Staaten     | 300                    |
| 3    | Industrial and Commercial Bank of China | Volksrepublik China    | 240                    |
| 4    | China Construction Bank                 | Volksrepublik China    | 187                    |
| 5    | Wells Fargo                             | Vereinigte Staaten     | 174                    |
| 6    | Agricultural Bank of China              | Volksrepublik China    | 155                    |
| 7    | China Merchants Bank                    | Volksrepublik China    | 152                    |
| 8    | Morgan Stanley                          | Vereinigte Staaten     | 151                    |
| 9    | Royal Bank of Canada                    | Kanada                 | 147                    |
| 10   | Toronto-Dominion Bank                   | Kanada                 | 138                    |
| 11   | HSBC                                    | Vereinigtes Königreich | 135                    |
| 12   | Bank of China                           | Volksrepublik China    | 134                    |
| 13   | Charles Schwab Corporation              | Vereinigte Staaten     | 133                    |
| 14   | Commonwealth Bank of Australia          | Australien             | 128                    |
| 15   | Goldman Sachs                           | Vereinigte Staaten     | 112                    |
| 16   | HDFC Bank                               | Indien                 | 107                    |
| 17   | Citigroup                               | Vereinigte Staaten     | 104                    |
| 18   | Al Rajhi Bank Saudi Arabia              | Saudi-Arabien          | 103                    |
| 19   | National Commercial Bank                | Saudi-Arabien          | 86                     |
| 20   | Scotiabank                              | Kanada                 | 81                     |

## Liste der größten Banken nach Umsatz
Folgende Liste sortiert die größten Banken der Welt nach ihrem Umsatz im Jahr 2022, berechnet in US-Dollar. Angegeben ist zudem der Gewinn nach Steuern. Quelle sind die Fortune Global 500 des amerikanischen Wirtschaftsmagazins Fortune.
| Rang | Bank                                    | Land                   | Umsatz in Mrd. USD | Gewinn in Mrd. USD |
| ---- | --------------------------------------- | ---------------------- | ------------------ | ------------------ |
| 1    | Industrial and Commercial Bank of China | Volksrepublik China    | 214,766            | 53,589             |
| 2    | China Construction Bank                 | Volksrepublik China    | 202,753            | 48,145             |
| 3    | Agricultural Bank of China              | Volksrepublik China    | 187,061            | 38,524             |
| 4    | Bank of China                           | Volksrepublik China    | 156,924            | 33,811             |
| 5    | JPMorgan Chase                          | Vereinigte Staaten     | 154,792            | 37,676             |
| 6    | Bank of America                         | Vereinigte Staaten     | 115,053            | 27,528             |
| 7    | Citigroup                               | Vereinigte Staaten     | 101,078            | 14,845             |
| 8    | Banco Santander                         | Spanien                | 99,231             | 10,102             |
| 9    | BNP Paribas                             | Frankreich             | 89,564             | 10,724             |
| 10   | HSBC                                    | Vereinigtes Königreich | 87,807             | 16,035             |
| 11   | Crédit Agricole                         | Frankreich             | 86,471             | 5,718              |
| 12   | Wells Fargo                             | Vereinigte Staaten     | 82,859             | 13,182             |
| 13   | Bank of Communications                  | Volksrepublik China    | 78,213             | 13,699             |
| 14   | China Merchants Bank                    | Volksrepublik China    | 72,317             | 20,517             |
| 15   | Goldman Sachs                           | Vereinigte Staaten     | 68,711             | 11,261             |
| 16   | Mitsubishi UFJ Financial Group          | Japan                  | 68,567             | 8,249              |
| 17   | Morgan Stanley                          | Vereinigte Staaten     | 65,936             | 11,029             |
| 18   | Itaú Unibanco                           | Brasilien              | 63,884             | 5,755              |
| 19   | Société Générale                        | Frankreich             | 63,417             | 2,122              |
| 20   | Industrial Bank                         | Volksrepublik China    | 60,962             | 13,584             |
| 21   | State Bank of India                     | Indien                 | 58,951             | 6,930              |
| 22   | Sberbank                                | Russland               | 55,877             | 3,959              |
| 23   | Banco do Brasil                         | Brasilien              | 55,870             | 5,353              |
| 24   | Shanghai Pudong Development Bank        | Volksrepublik China    | 54,028             | 7,607              |
| 25   | Royal Bank of Canada                    | Kanada                 | 52,062             | 12,265             |
| 26   | Banco Bradesco                          | Brasilien              | 51,587             | 4,066              |
| 27   | Toronto-Dominion Bank                   | Kanada                 | 48,700             | 13,535             |
| 28   | ING-DiBa                                | Niederlande            | 48,062             | 12,754             |
| 29   | Groupe BPCE                             | Frankreich             | 47,723             | 4,156              |
| 30   | BBVA                                    | Spanien                | 45,766             | 6,752              |
| 31   | Sumitomo Mitsui Financial Group         | Japan                  | 45,378             | 5,954              |
| 32   | Barclays                                | Vereinigtes Königreich | 45,023             | 7,309              |
| 33   | China Minsheng Bank                     | Volksrepublik China    | 44,582             | 5,243              |
| 34   | KB Financial Group                      | Südkorea               | 43,622             | 3,405              |
| 35   | UBS                                     | Schweiz                | 42,950             | 7,630              |
| 36   | Mizuho Financial Group                  | Japan                  | 42,693             | 4,104              |
| 37   | Deutsche Bank                           | Deutschland            | 42,285             | 5,701              |
| 38   | Intesa Sanpaolo                         | Italien                | 38,836             | 4,579              |
| 39   | Capital One                             | Vereinigte Staaten     | 38,373             | 7,360              |
| 40   | Caixa Econômica Federal                 | Brasilien              | 37,066             | 1,894              |
| 41   | Scotiabank                              | Kanada                 | 36,390             | 7,701              |
| 42   | Bank of Montreal                        | Kanada                 | 34,730             | 10,513             |

## Zentralbanken
Zentralbanken sind nationale Institutionen, die die Währung, das Geldangebot und die Zinssätze eines Landes verwalten. Ihre Hauptfunktionen umfassen die Regulierung des Bankensystems, die Gewährleistung der finanziellen Stabilität und die Umsetzung der Geldpolitik zur Unterstützung des Wirtschaftswachstums und einer niedrigen Inflation. Sie sind entscheidend für das Management der Wirtschaft eines Landes, und ihre Politik beeinflusst alles, von der Inflation bis hin zu Arbeitslosenquoten.
Nachfolgend eine Rangliste der 10 größten Zentralbanken:
| Rang | Bankname                    | Land                   | Hauptsitz         | Bilanzsumme (US$ Milliarden) |
| ---- | --------------------------- | ---------------------- | ----------------- | ---------------------------- |
| 1    | Federal Reserve System      | Vereinigte Staaten     | Washington, D.C.  | 8.349,17                     |
| 2    | Bank of Japan               | Japan                  | Tokio             | 6.621,18                     |
| 3    | Europäische Zentralbank     | Europäische Union      | Frankfurt am Main | 6.590,00                     |
| 4    | Chinesische Volksbank       | Volksrepublik China    | Peking            | 4.078,00                     |
| 5    | Deutsche Bundesbank         | Deutschland            | Frankfurt am Main | 3.159,87                     |
| 6    | Banque de France            | Frankreich             | Paris             | 2.995,83                     |
| 7    | Banca d’Italia              | Italien                | Rom               | 1.726,17                     |
| 8    | Bank of England             | Vereinigtes Königreich | London            | 1.375,01                     |
| 9    | Banco de España             | Spanien                | Madrid            | 1.312,71                     |
| 10   | Schweizerische Nationalbank | Schweiz                | Bern/Zürich       | 1.237,57                     |